# Bernardo Tanucci

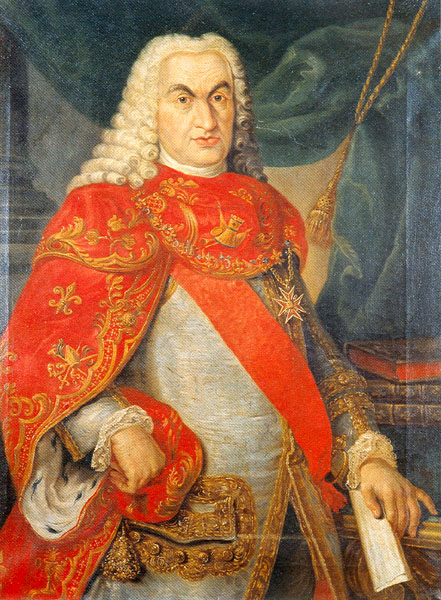
Bernardo Tanucci

Bernardo Tanucci (* 20. Februar 1698 in Stia in der Toskana; † 29. April 1783 in Neapel) war ein neapolitanischer Staatsmann.
Tanucci war zunächst Rechtswissenschaftler an der Universität Pisa. Karl III. berief Tanucci nach seinem Herrschaftsantritt in Neapel 1735 in seinen Beraterkreis. 1752 wurde er zum Justizminister, später Außenminister und Kronminister. Als Karl 1758 zum spanischen König wurde, wurde Tanucci zum Vorsitzenden des Regentschaftsrats für den unmündigen Ferdinand IV.
Tanucci war den Ideen der Aufklärung verbunden. Unter anderem brachte er Verwaltungs- und Justizreformen auf den Weg und schränkte die Privilegien von Adel und Klerus ein. Insbesondere mit der katholischen Kirche stand Tanucci im Konflikt. In seiner Regierungszeit ließ er zahlreiche Klöster aufheben und 1773 die Jesuiten ausweisen. Eine seiner letzten Amtshandlungen betraf 1776 die Abschaffung des Chinea-Festes, die jährliche Tributzahlung der Könige von Neapel an den Papst als Zeichen ihres Vasallentums. Nach der Heirat Ferdinands mit Maria Karolina von Österreich begann die neue Königin gegen Tanuccis Machtposition vorzugehen und erreichte 1776 seinen Sturz, nach dem auch einige seiner Reformen zurückgenommen wurden.
Seit 1761 gehörte er der Accademia della Crusca in Florenz an.
Er führte den Markgrafentitel (Marchese).